# عبد العزيز صبحي زاده
عبد العزيز صبحي زاده أفندي (توفي سنة 1782/1783) هو طبيب عثماني، كان رئيسًا لأطباء البلاط العثماني بالآستانة (حكيمباشي).
كان أبوه مؤرخًا يدعى صبحي أفندي، وكان عبد العزيز يتقن التركية والفارسية والفرنسية واللاتينية. وقد ترجم كتاب «برهان الكفاية» لعلي بن محمد الشريف البكري من الفارسية إلى التركية، كما وضع كتابين في الطب بالتركية هما ترجمة عن الفرنسية واللاتينية لمؤلفات الطبيب الهولندي هيرمان بورهافا، أنجز أولهما سنة 1768 بمعاونة المترجم النمساوي توماس فون هيربرت، بينما أنجز الثاني ـ وهو كتاب الأفوريسما لبورهافا ـ سنة 1771، وقد تجاوز صبحي زاده مجرد ترجمة «أفكار» بورهافا إلى محاولة التوفيق بين آراء ذلك الطبيب الهولندي وبين الطب الإسلامي التقليدي السائد في زمنه.
نقم السلطان عبد الحميد الأول على صبحي زاده في أواخر حياته، فنفاه إلى جزيرة إستانكوي (كوس)، حيث عاش ما تبقى من عمره.